# Ascheberg (Holstein)
Ascheberg (Holstein) är en kommun och ort i Kreis Plön i förbundslandet Schleswig-Holstein i Tyskland.